# 木吉紗
木吉 紗（きよし さや、1989年3月1日 - ）は、日本の女性漫画家。佐賀県出身。福岡県在住。別名義に闘牛 ユキオ（とうぎゅう ユキオ）がある。

## 作品リスト

### 連載
- 咲日和（『ヤングガンガン』 → 『月刊ビッグガンガン』、スクウェア・エニックス）全7巻
- アイドルマスター シンデレラガールズ 本日のアイドルさん（『月刊ビッグガンガン』、スクウェア・エニックス）
- 蟬丸ルール（『月刊ビッグガンガン』、スクウェア・エニックス）
- ライオンサイズユニバース〜広すぎる庭に2万人もいる学友〜（『月刊ビッグガンガン』、スクウェア・エニックス）
- 咲とファイナルファンタジーXIV（『マンガUP！』、スクウェア・エニックス）全2巻

### 読み切り
闘牛ユキオ名義
いずれもスクウェア・エニックスからの発行。
- もちよりどうぶつえん（『増刊ヤングガンガン』）
- ビーバライゼーション（『増刊ヤングガンガン』）
- 君はダレトキスをする?（『STAR DRIVER 輝きのタクト アンソロジー』）

### その他
闘牛ユキオ名義
トミーウォーカーが運営するプレイバイウェブにてプレイヤーのキャラクターイラストを描くイラストマスターに登録している。
無限のファンタジア(TW1)
シルバーレイン(TW2)
エンドブレイカー!(TW3)
サイキックハーツ(TW4)